# 크리스텔라 알론소
크리스텔라 알론소(Cristela Alonzo, 1979년 1월 6일 ~ )는 미국의 코메디언, 배우, 작가, 프로듀서이다.

## 출연 작품
- 카 3: 새로운 도전 - 크루즈 라마레즈 역(더빙)